# Waiting on the Sky to Change
A Waiting on the Sky to Change egy dal, amit először a Downplay amerikai együttes adott ki 2011. december 2-án, a Beyond the Machine albumon. Több, mint tíz évvel a megjelenést követően a Starset amerikai rockegyüttes, aminek a Downplay-hez hasonlóan Dustin Bates a frontembere és zeneszerzője, bejelentette, hogy ismét megjelentetik a dalt, ezúttal kislemezként, a Breaking Benjamin közreműködésével.
A második kiadást követően az eredeti dalt eltávolították az összes streaming platformról.

## Háttér
A Downplay a Waiting on the Sky to Change-et 2011. december 2-án adta ki, a Beyond the Machine album részeként, amit egy pár hónap alatt vettek fel, miután az eredetileg felvett lemezt elhalasztotta az Epic Records. Később az együttes utolsó lemezén, a 2013-as Stripped-en is megjelent, akusztikus kiadásban.
A Starset és a Breaking Benjamin sokszor dolgozott együtt a dal kiadása előtt, de ez volt első hivatalos közreműködésük. A két együttes többször is turnézott együtt, a Starset megszületését követően gyakran a nyitóegyüttes volt a Breaking Benjamin koncertjein. A két együttes július 4-i bejelentése szerint a kislemez július 29-én jelent volna meg, de el lett halasztva három héttel, miután problémák akadtak a rádióadókkal kapcsolatos egyeztetések közben. Az új dátumot az eredeti után egy nappal jelentették be, a Waiting on the Sky to Change hivatalos megjelenési dátuma 2022. augusztus 19. lett. Az Octane rádión, egy nappal a hivatalos megjelenés előtt mutatták be a dalt világszerte, keleti idő szerint 18:00-kor.

## Közreműködők
| Előadók - Downplay – előadó Utómunka, dalszerzés - Dustin Bates – producer, dalszerző - Paul Trust – producer, dalszerző | Előadók - Starset – előadó - Breaking Benjamin – előadó Utómunka, dalszerzés - Dustin Bates – dalszerző, producer - Joe Rickard – producer - Paul Trust – dalszerző - Jasen Rauch – dalszerző - Judge & Jury – producer |

## Slágerlisták

### Starset-kiadás
| Slágerlista (2022)                            | Legmagasabb pozíció |
| --------------------------------------------- | ------------------- |
| US Alternative Digital Song Sales (Billboard) | 6                   |
| US Digital Song Sales (Billboard)             | 32                  |
| US Hard Rock Digital Song Sales (Billboard)   | 2                   |
| US Hot Alternative Songs (Billboard)          | 21                  |
| US Hot Hard Rock Songs (Billboard)            | 3                   |
| US Hot Rock & Alternative Songs (Billboard)   | 32                  |
| US Mainstream Rock Airplay (Billboard)        | 21                  |
| US Rock Digital Song Sales (Billboard)        | 11                  |

## Kiadások
| Régió       | Dátum               | Formátumok                   | Kiadó(k)               | Album                  | For           |
| ----------- | ------------------- | ---------------------------- | ---------------------- | ---------------------- | ------------- |
| Világszerte | 2011. december 2.   | - streaming - CD - hanglemez | Epic Records           | Beyond the Machine     | [ 16 ]        |
| Világszerte | 2013. július 2.     | - streaming - CD - hanglemez | True Anomaly Records   | Stripped               | [ 16 ]        |
| Világszerte | 2022. augusztus 19. | - streaming                  | Judge and Jury Records | Nem jelent meg albumon | [ 17 ] [ 18 ] |